# 조광주
조광주(1960년 11월 29일 ~ )는 대한민국 경기도의회 의원이다.

## 학력
- 한국방송통신대학교 법학과 졸업
- 가천대학교 경영대학원 사회적기업학 석사

## 경력
- 한국방송통신대학교 경기도 시군협의회 회장
- 열린우리당 경기도당 성남시 중원구 운영위원회 부위원장
- 2010.07 ~ 2014.06: 제8대 경기도의회 의원
- 2014.07 ~ 2018.06: 제9대 경기도의회 의원
- 2018.07 ~ 2022.06: 제10대 경기도의회 의원

## 역대 선거 결과
|  | 53.41% |

|  | 53.45% |

|  | 64.89% |